# Alfred Gille

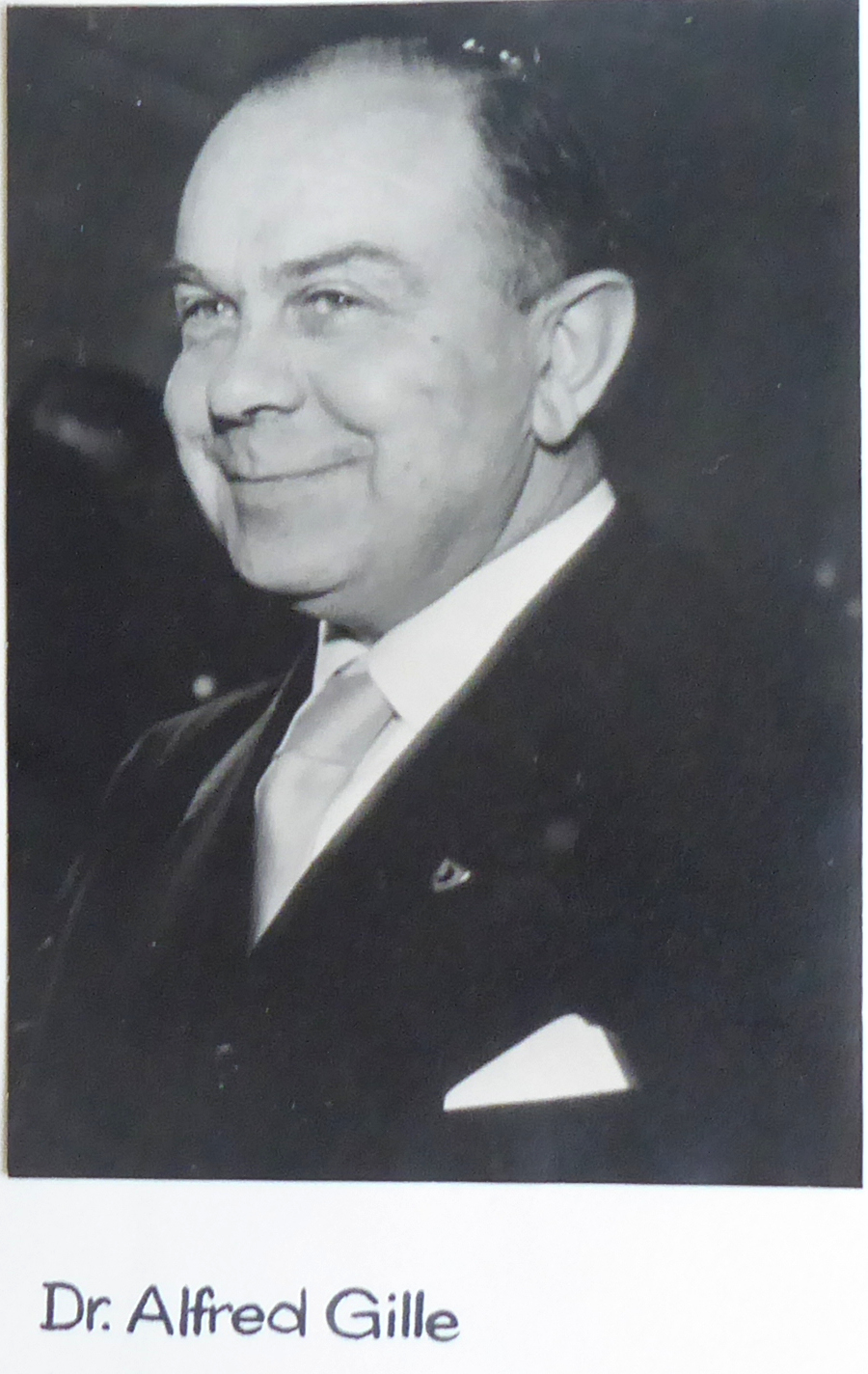
Alfred Gille

Alfred Gille (ur. 1901 w Wystruci, zm. 1971 w Rheinbachu) – niemiecki polityk, prawnik, burmistrz Giżycka, członek NSDAP, Gebietskommissar w Reichskommissariat Ukraine, rzecznik Ziomkostwa Prusy Wschodnie.

## Życiorys
W latach 1942–1944 był Gebietskommisarzem w Zaporożu w Reichskommissariat Ukraine, a od 1944 do 1945 Gebietskommissar w Nowogródku. Po wojnie w latach 1949–1956 był rzecznikiem Ziomkostwa Prusy Wschodnie w Niemczech i jednym z sygnatariuszy tzw. „Karty Wypędzonych”.